# Kenneth City
Kenneth City es un pueblo situado en el condado de Pinellas, Florida, Estados Unidos. Tiene una población estimada, a mediados de 2022, de 5010 habitantes.

## Geografía
La localidad está ubicada en las coordenadas 27°48′58″N 82°42′53″O / 27.81611, -82.71472. Según la Oficina del Censo, tiene una superficie total de 1.94 km², de los cuales 1.85 km² corresponden a tierra firme y 0.09 km² están cubiertos de agua.

## Demografía
Según el censo de 2020, en ese momento había 5047 personas residiendo en la localidad. La densidad de población era de 2728.11 hab./km².
| Raza                   | Núm. | Porc.  |
| ---------------------- | ---- | ------ |
| Blancos                | 3602 | 71.37% |
| Afroamericanos         | 333  | 6.60%  |
| Amerindios             | 8    | 0.16%  |
| Asiáticos              | 375  | 7.43%  |
| Isleños del Pacífico   | 1    | 0.02%  |
| De otras razas         | 210  | 4.16%  |
| De una mezcla de razas | 518  | 10.26% |
| Total                  | 5047 | 100%   |

Del total de la población, el 12.98% son hispanos o latinos de cualquier raza.